# Ford Eifel
A Ford Eifel a német Ford Motor Company AG (1939-től Ford-Werke AG) személygépkocsi-modellje volt. 61 495 példányban gyártották, ezzel a Harmadik Birodalom legsikeresebb személygépkocsi-modellje volt. (Elődje a Ford Köln nevű modell, utódja a Ford Taunus nevű modell.)  1935 és 1940 között gyártották Köln-Niehlben, többféle karosszériaváltozatban. 1937 és 1939 között Magyarországon és Dániában is gyártották. Nagyon hasonló volt hozzá az 1934 és 1937 között az Egyesült Királyságban és Spanyolországban készült  Ford Modell C Junior.

## Nevének eredete
Neve a németországi Eifel hegységre utal. (Nincs köze a francia Eiffel családnévhez.)

## Magyarországon
Magyarországon a Magyar Királyi Állami Vas-, Acél- és Gépgyárak (MÁVAG) is gyártotta 1937 és 1939 között. Német gyártmányú, négyhengeres 1157 cm³ lökettérfogatú, 34 LE teljesítményű motorokat építettek be.

## Képgaléria

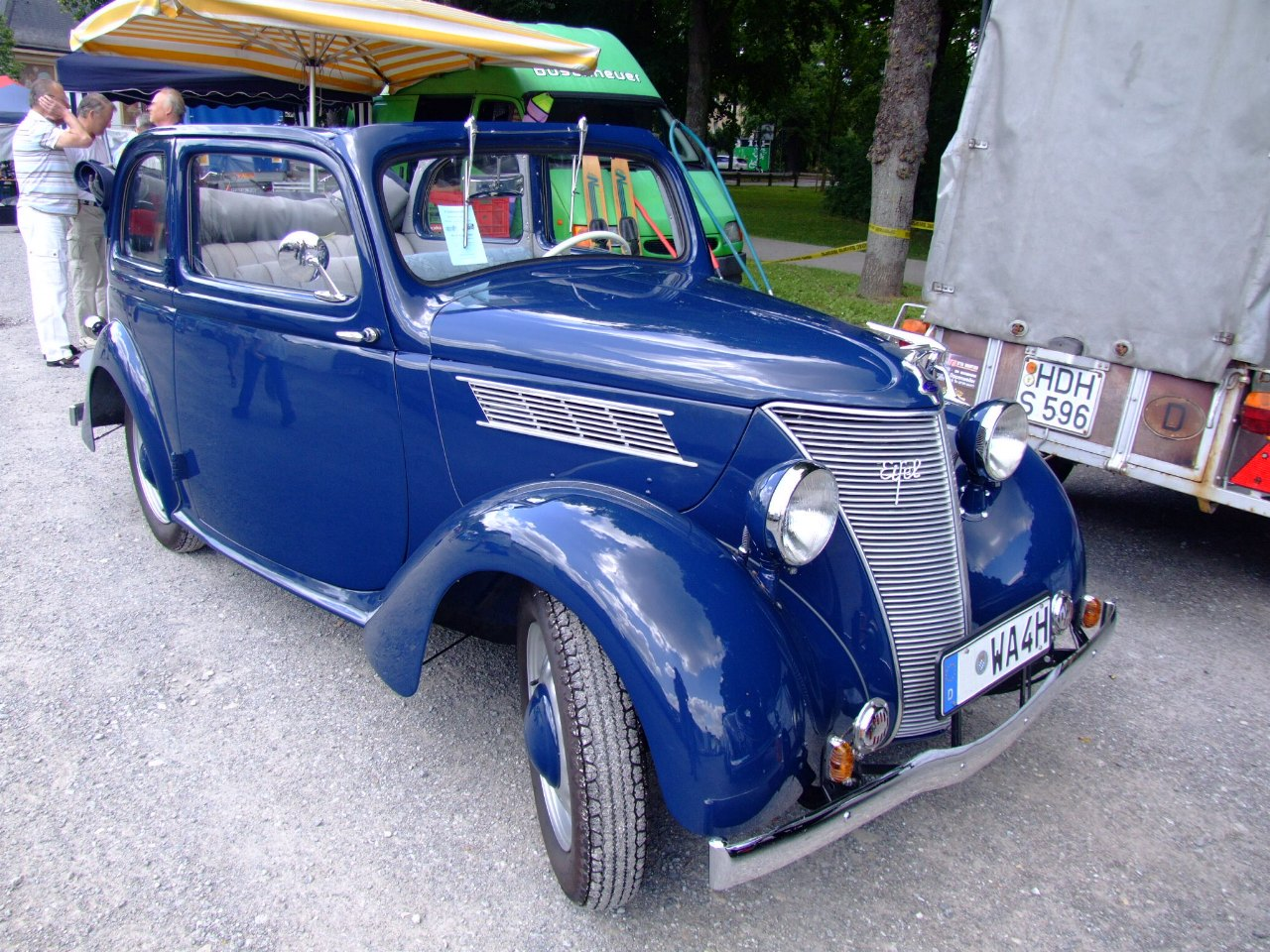
Ford Eifel
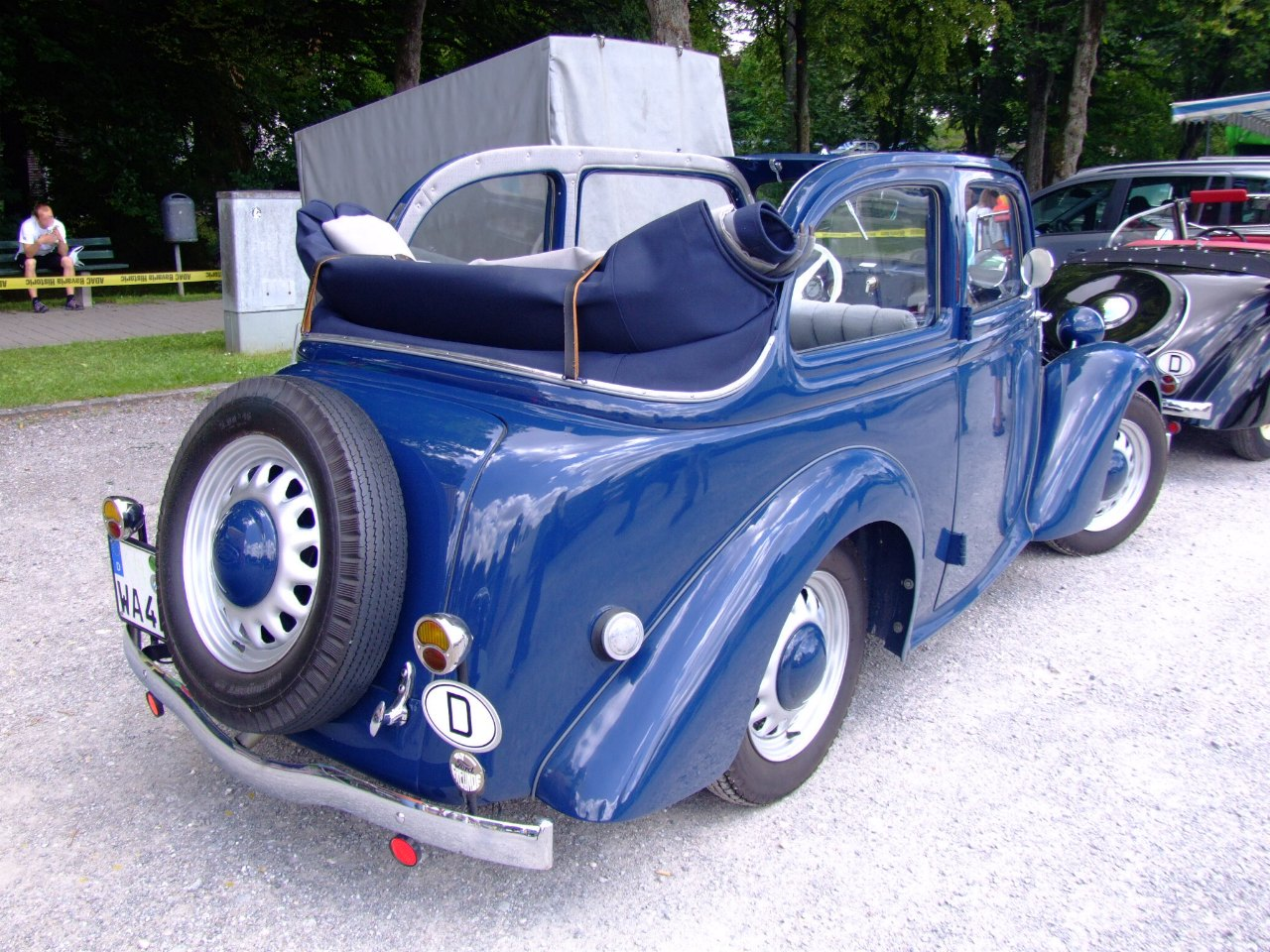
Ford Eifel
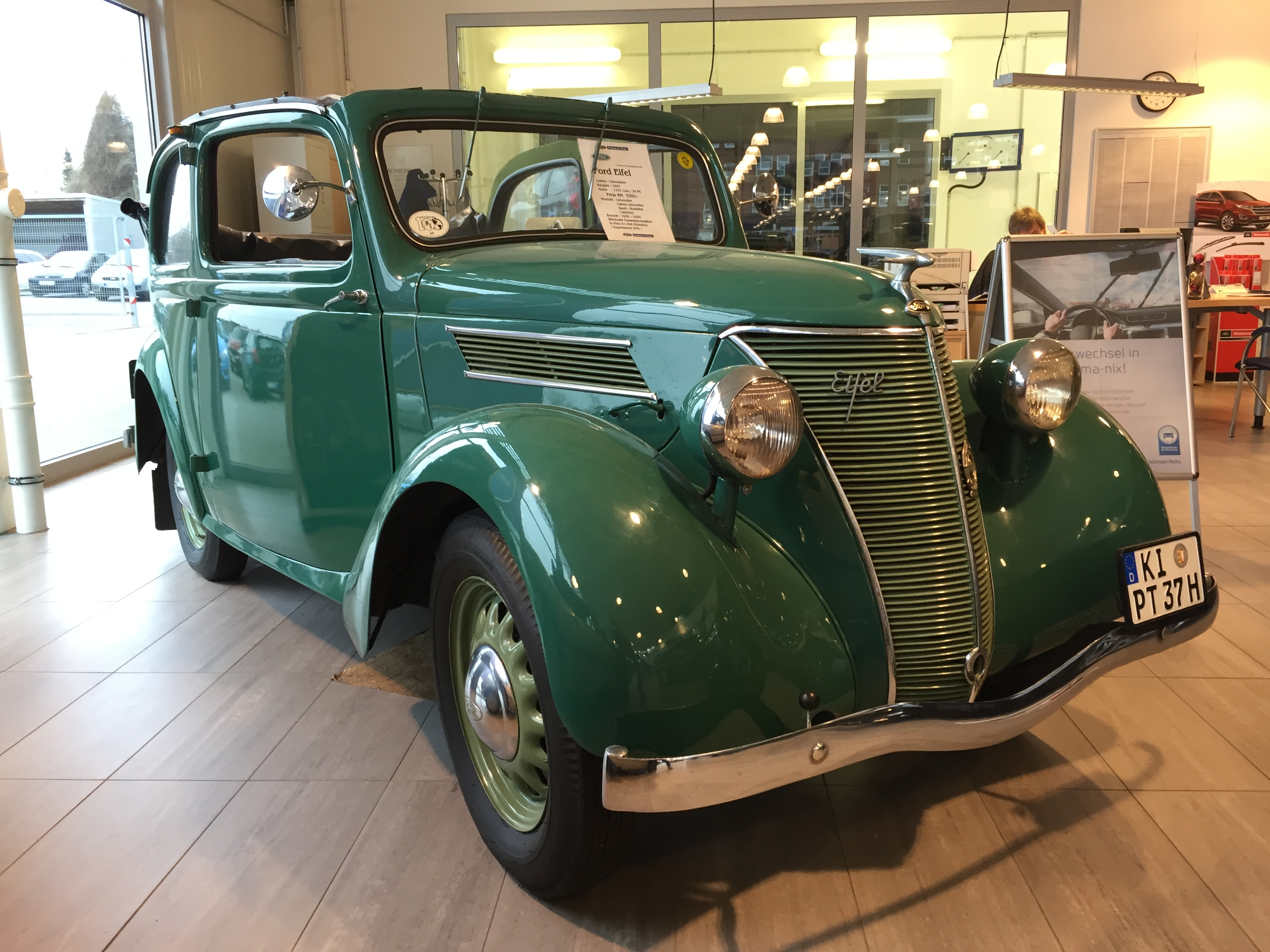
Ford Eifel Cabriolet (1937)
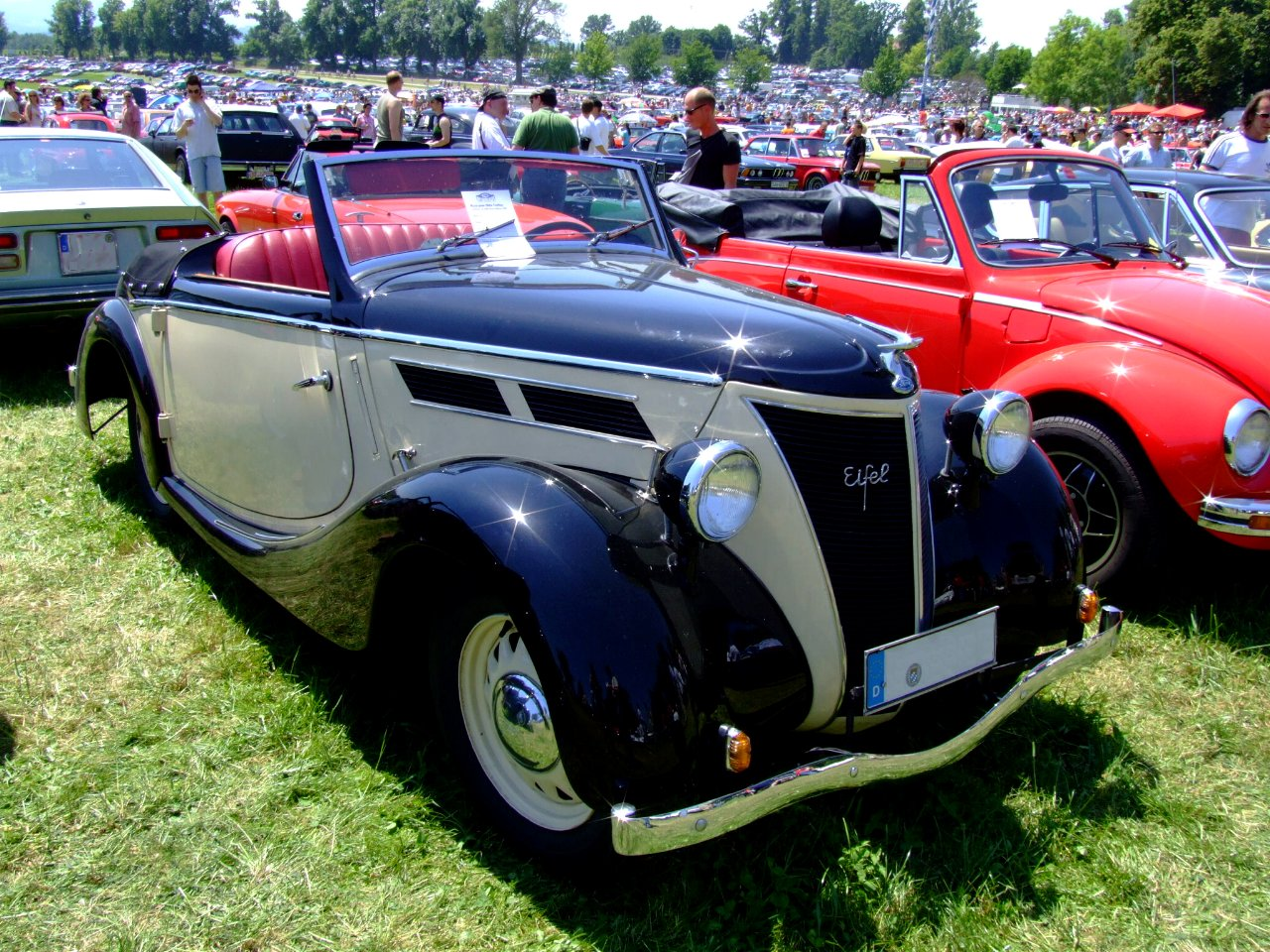
Ford Eifel (1938)
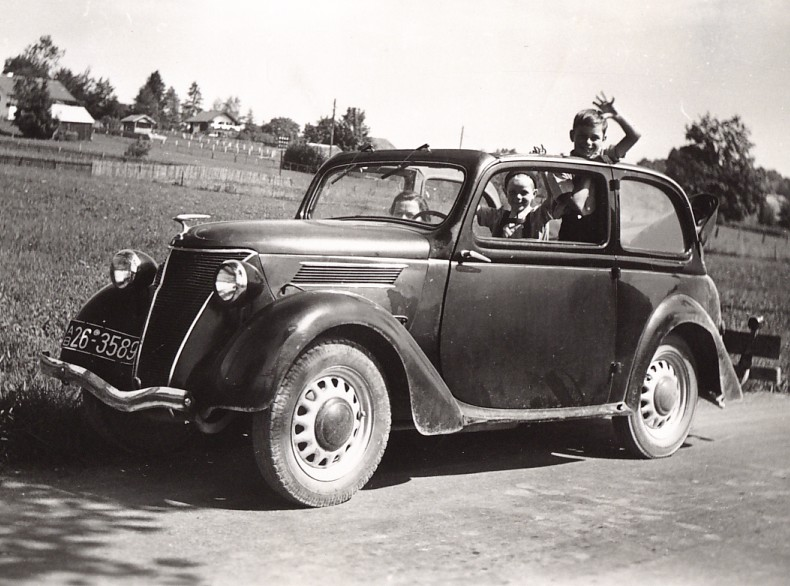
Ford Eifel (1936)